# Каразін Василь Назарович
Караджи (Каразин) Васи́ль Наза́рович (30 січня (10 лютого) 1773, Кручик, тепер Харківська область — 4 (16) листопада 1842, Миколаїв) — український вчений, винахідник, громадський діяч. Засновник Харківського університету (1805), ініціатор створення одного з перших у Європі Міністерства народної освіти, автор ліберальних проєктів реформування державного устрою і народного сільського господарства, праць з агрономії, конструювання сільськогосподарських машин. Зробив численні відкриття в галузі органічної та неорганічної хімії, першим запропонував створення мережі метеорологічних станцій по всій державі.

## Родина Каразіних
Василь Караджи був нащадком стародавнього шляхетного роду, який мав свій герб ще з 1627 року. Засновником роду вважається Григорій Караджи (прадід Василя Назаровича) — архієпископ міста Софії. Дід Каразіна, Олександр Григорович, переїхав до Російської імперії наприкінці XVII ст. або на початку XVIII ст. Саме тоді його прізвище було записано з російським закінченням (Каразін).
Батько Василя — Назар Олександрович Каразін — успадкував професію від свого батька — також став військовослужбовцем. Пішовши у відставку в 1770 році, Назар Каразін отримав «у довічне користування» села Кручик і Основинці на Харківщині. Він одружився з донькою козацького сотника Харківського полку Якова Івановича Коваленка Варварою Петрівною (майбутньою матір'ю Василя Назаровича).

## Життєпис
Василь Назарович Каразін народився 30 січня 1773 в селі Кручик Богодухівського повіту Слобідсько-Української губернії (нині Богодухівський район) на Харківщині. Каразін вважав себе етнічно сербом, хоча початкове прізвище його предків відоме як Караджи було грецького походження.
Батько Каразіна помер у 1783 р., коли Василеві Назаровичу виповнилося 10 років. Родина переїхала до Вільшанів. Виховання дітей (Василя та Івана) взяла на себе мати, Варвара Яківна. За припущеннями окремих біографів, домашнім вихователем у родині Каразіних міг бути філософ Г. С. Сковорода, який мав дружні стосунки з батьками майбутнього науковця.
Ще за життя батька Каразін був зарахований до приватного пансіону Х. І. Фільдінга у Кременчуці, з 1783 р. навчався у харківському приватному пансіоні І. П. Шульца. Тоді ж був внесений до реєстрів Кірасирського полку.
У січні 1791 р. Каразін переїхав до Петербурга та вступив до лав Лейб-гвардії Семенівського полку. Каразін відвідував лекції в Гірничому корпусі, де вивчав математику та природничі науки, латину, німецьку та французьку мови.
Підчас перебування у Петербурзі Каразін почав цікавитися суспільно-політичними питаннями. У 1792—1795 рр. здійснив подорож Україною і Росією, намагаючись розібратися у громадських справах. Після повернення додому він у власному маєтку спробував реформувати систему управління селянським господарством, заснувавши Сільську думу. Одночасно одружився з кріпачкою, вихованкою своєї матері Домною Іванівною, чим налаштував проти себе багатьох родичів.
Кілька років Каразін жив замкнуто, займаючись науковою роботою і практично не виїжджаючи за межі повіту. Переконаний «західник», В. Н. Каразін мріяв назавжди виїхати за кордон, щоб «серед просвіченого суспільства… живити свою мораль». Але покинути межі Російської імперії без спеціального дозволу імператора було неможливо. Спроба втекти без дотримання законних документів закінчилася невдачею. 3 серпня 1798 р. В. Н. Каразіна, його вагітну дружину та слугу Остапа схопили й запроторили на гауптвахту міста Ковно. Випереджаючи офіційне донесення, Василь Назарович написав листа до імператора Павла з поясненням своїх намірів і передав його естафетою.
З листа Каразіна до імператора: «Я волів позбавитись Вашого правління, як надзвичайно жорстокого. Вільний спосіб мислення і жага до науки були єдиною моєю провиною».
Сміливість вчинку шляхтича і щире пояснення своїх намірів спонукало Павла І до несподіваного рішення: Каразін отримав посаду в державній скарбниці (а міг би потрапити в заслання чи у в'язницю). Нова служба потребувала постійної роботи в Московському та Петербурзькому архівах і педагог використовує цю обставину для збирання матеріалів з історії Росії.

### Нетипова поведінка
Досить нетиповою була поведінка шляхтича Василя Каразіна і в особистому житті. Повернувшись з Петербурга, де залишив службу в престижному Семенівському полку, узяв шлюб з дівчиною-кріпачкою Домною, якій виповнилося тоді 14 років. Саме з нею, вже вагітною, він і намагався втекти за кордон з Російської імперії. Звичайно, що цей шлюб шляхетне оточення не визнавало.
Одружитися вдруге Василь Каразін спробував на початку ХІХ ст. Він сватався до Надаржинської Олександри Тимофіївни. Але багата наречена відмовила Каразіну, тоді раднику самого імператора Олександра І, і вийшла заміж за кавалергарда, генерал-майора Корсакова Олексія Івановича.

### Новий імператор, та старі проблеми

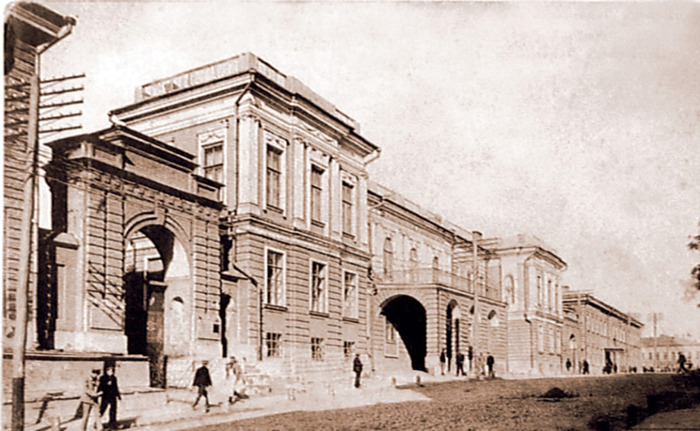
Імператорський університет в місті Харків, стародавня будівля.

У 1801 році після убивства імператора Павла трон посів його старший син Олександр І. Аби залучити на свою сторону якомога більше прихильників, новий імператор робить декілька ліберальних кроків. Не досить обізнаний з подвійними стандартами імперіалізму, ідеаліст-Каразін сприйняв ці кроки за щирі наміри. Він подає новому імператору свій проєкт політичної та економічної перебудови імперії. Імператор нібито пестить Каразіна, робить його радником і дає тому високу посаду. Саме в цей недовгий період Каразіну і вдалося заснувати і Міністерство просвіти, і як крок практичної просвіти — заснувати університет в місті Харків у 1805 році.
Жага до практичної діяльності, до швидкого впровадження своїх ідей в реальність зіграла з Каразіним злий жарт. Він наражається на тяганину, хабарі, злодійство, наживає могутніх ворогів і починає дошкуляти імператору та його прибічникам критикою, докорами, звинуваченнями. Василь швидко набрид і імператору, і його підступному оточенню, адже серед ворогів Каразіна опинились дуже впливові особи, яким довіряв Олександр І (наприклад, могутній Аракчеєв та інші).
Про вдячність до Каразіна забуто — йому дають наказ про відставку, виїзд зі столиці. Він знову в селі, але не скоряється і знову пише листи, проекти, повідомлення, осуди до імператора. Тепер він потрапляє під нагляд поліції, потім заборона жити в столицях, пізніше ув'язнення в тюрмі-фортеці Шліссельбург, у Ковенській тюрмі-фортеці. Імператор був новий, та проблеми і негаразди — старі.
Але діяльного ідеаліста Каразіна ніщо не зломило і не притишило.

### Громадська діяльність та оцінки сучасників
З ініціативи Каразіна було засновано Харківський університет (1805) та створено Філотехнічне Товариство (1811–1818) для поширення досягнень науки, техніки та розвитку промисловості. Каразін займався народними школами, жіночою освітою, державними архівами, науковими дослідженнями.
У 1820–1821 за критику існуючого суспільного ладу був ув'язнений у Шліссельбурзькій фортеці. Після звільнення жив під наглядом поліції у своєму маєтку.
Найкращу оцінку практичній та науковій діяльності Василя Каразіна дав О. І. Герцен в своєму «Колоколі», де писав: «Невтомна діяльність Каразіна і глибочезна, наукова освіта його були вражаючими: він був астрономом, хіміком, агрономом, статистиком… моторним чоловіком, який вносив у будь-яке питання зовсім новий погляд і цілком правильне домагання».
Багатогранна активна діяльність вченого принесла йому великий авторитет серед наукового світу Росії: він був почесним та діючим членом семи наукових товариств, у різні роки обирався до учбових колегій Московського та Харківського університетів, Московського товариства природознавців, Товариства любителів російської словесності при Московському університеті, Петербурзького вільного товариства любителів російської словесності, Товариства історії та старовини, Російського вільно-економічного товариства.

### Досягнення
У сфері науки Каразін виступав як багатогранний та великий вчений, новатор. У своїх працях він звертав увагу на всезагальну історію, історію окремих країн, історію Росії та окремих її областей. Основну увагу у своїй науковій діяльності Каразін приділяв сільському господарству, вважаючи його економічною основою Росії. Він вирощував та створював нові сорти хлібних культур, а також культуру рису, здійснював дослідження з удобрювання ґрунтів, раціоналізував пристрій овина для кращого просушування хліба, вдосконалив так званий китайський молотильний верстат.
У 1810 р. В. Н. Каразін виступив на зібранні Московського товариства любителів природознавства з доповіддю про необхідність створення по всій Росії «системи метеорологічних обсерваторій». Він зазначав: метеорологія має стати керівником сільськогосподарських робіт, «сприяти розвитку торгівлі, мореплавання та військового мистецтва».
Значну увагу вчений приділяв органічній та неорганічній хімії. Для здійснення дослідів він побудував велику лабораторію у своїй садибі. Як зазначає у своїй книжці Ігор Шаров, він також проводив експерименти над мінералами-барвниками та травами і в результаті винайшов деякі нові барвники. Разом з Миколою Алфьоровим розробив простий спосіб виготовлення високоякісного цементу, який характеризувався як «цупкий», нерозчинний та такий, що твердіє у воді. Численні досліди Каразін проводив над деревиною. Він довів, що виварена та суха деревина може слугувати прекрасним матеріалом для виробництва меблів та інших виробів, оскільки вона не колеться, не деформується та не боїться сирості. Одночасно працював над способом перепалювання деревини у вугілля та отримання з неї цінних продуктів: смоли, дьогтю, скипидару, оцту та інших.
Здійснюючи «досліди спалювання вугілля з розрахунком», Каразін на початку 1823 р. добув діамант — на два роки раніше, ніж це вдалось здійснити іноземцям.
Василь Назарович знайшов спосіб виробництва дешевого господарчого мила з тваринного сала та рослинних олій, а також спосіб прискореного виробництва свічок зі стеарину, воску, «апасидору» та різних тваринних жирів. Ці свічки горіли яскравим світлом та без кіптяви. Він також, зробив свій вклад у вдосконалення винокурного виробництва. Зокрема, розробив спосіб вигонки спирту не тільки з зернового хліба, але й з картоплі, значно скоротивши при цьому паливні витрати, здешевив процес вигону.
Значних успіхів він досяг у виробництві концентратів та покращанні якості деяких продовольчих продуктів, зробив багато корисного у сфері консервування та зберігання плодів. Вченим розроблено технологію просушування плодів теплотою водяної пари, завдяки якій просушені плоди залишались чистими, смачними, довго зберігали свіжий запах.
Будучи активним громадським діячем, Каразін намагався залучити до наукової та суспільної діяльності широкі кола дворянства. В 1811 р. він організував у Харкові Філотехнічне товариство, до сфери діяльності якого відносилися Слобідсько-Українська. Чернігівська, Полтавська, Воронезька, Катеринославська, Таврійська та Херсонська губернії. Товариство ставило собі на меті сприяти розвитку та поширенню нової сільськогосподарської техніки, агрономії, раціональних методів тваринництва.

### Кінець життя

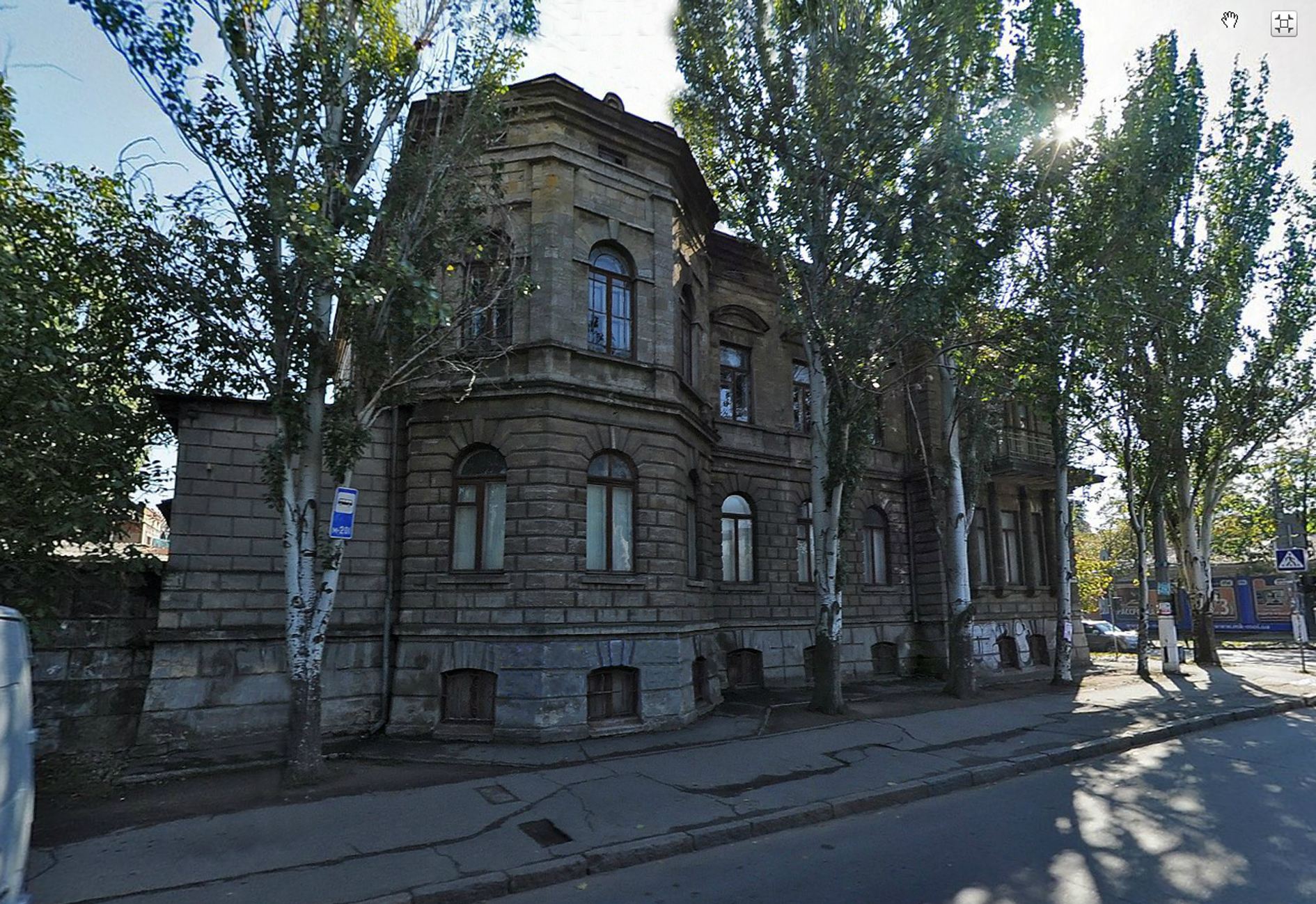
Особняк Миколи Кумані у Миколаєві за адресою вул. Пушкінська, 4, в якому помер Василь Каразін

У жовтні 1842 року 69-літній Каразін приїхав у Миколаїв до сина, який служив на Чорноморському флоті під командуванням М. П. Лазарєва. Адмірал зацікавився життям та діяльністю вченого і звернувся до його сина з пропозицією скласти біографію батька.
По дорозі з Миколаєва до Криму, куди Василь Каразін поїхав для проведення своїх досліджень, учений захворів і через тяжкий стан повернувся до Миколаєва.
4 (16) листопада 1842 року Василь Каразін помер на руках генерала Миколи Михайловича Кумані в його будинку за адресою: вул. Бульварна (тепер Пушкінська), № 4.
Похований на міському кладовищі в каплиці. На обеліску склепу викарбувані деякі факти його видатної біографії:
|  | Винуватець заснування у Росії Міністерства народної освіти, засновник Харківського університету, фундатор і правитель Філотехнічного товариства, ... запроваджувач квітучої торгівлі та добробуту громадян у м. Харків; природознавець, який подав перший думку про можливість зробити з метеорології науку точну, корисну для людей; почесний член різних вчених товариств, російських та іноземних. |

На жаль, за радянських часів догляду за місцем поховання В. Каразіна не було і склеп сплюндровано. У вересні 2010 року представниками Харківського державного університету ім. В. Н. Каразіна та Чорноморського гуманітарного університету ім. П. Могили було зроблено ремонт склепу. Шефство над захороненням взяли студенти Чорноморського гуманітарного університету ім. П. Могили та учні ЗОШ № 29 міста Миколаєва.

### Спадок, увічнення пам'яті і спадкоємці

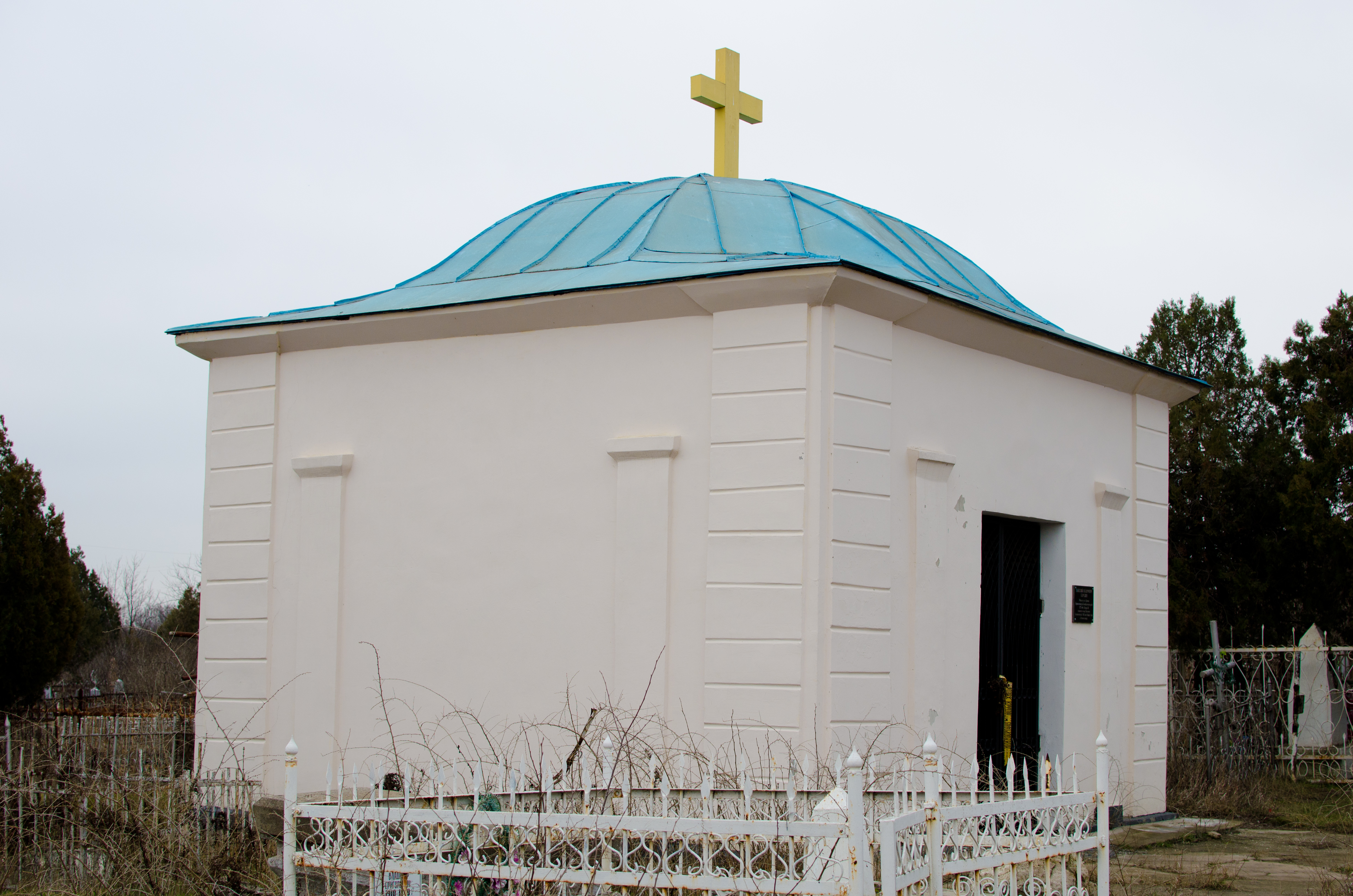
Каплиця, у котрій колись був похований Василь Каразін

Каразін автор ряду важливих відкриттів у галузі техніки, хімії, агрономії, селекції тощо. Йому належать близько 60 наукових праць.
У Харкові та Кручику Василю Назаровичу Каразіну встановлено пам'ятники.
До створення пам'ятника у 1905 р. в Харкові мав відношення архітектор Бекетов Олексій Миколайович, бронзову постать В. Н. Каразіна виконав скульптор Андреотті І. І. За переказами, збори грошей на монумент Каразіну тривали 20 років. Але неспокій і зміни ставлення були характерні як до живого, так і до «бронзового Каразіна». Ливарна майстерня виготовила його влітку 1904 року. Це був перший монумент з фігурою у повний зріст в Харкові.
Монумент розмістили на виході з університетського саду в середині вулиці Сумської. За часів СРСР у лютому 1934 р. монумент зняли і перенесли на Університетську вулицю. А спорожніле місце зайняв радянський монумент Тарасу Шевченку. Через три роки (у 1937) прийнято рішення взагалі зняти монумент Каразіну та перевезти на Харківський тракторний завод на переплавку, адже у Василя Каразіна не було «революційних заслуг». Здається, про монумент забули і він простояв у дворику заводу протягом 20 років. У 1958 році про скульптуру роботи Андреотті І. І. згадали і встановили неподалік від сучасної споруди університету. У серпні 2004 року (на 100-річчя пам'ятки) монумент учергове перенесли на майданчик перед головним корпусом університету.
Ще гіршим за часів СРСР було ставлення до склепу-поховання Василя Каразіна у місті Миколаїв. Склеп спустошено, а приміщення використовували місцеві безпритульні для ночівлі.
На честь Каразіна названо астероїд 6547 Василькаразін.
У містах Володимир та Дніпро є вулиця Василя Каразіна.
Також вулиця Каразіна є у місті Харків.
25 квітня 2024 року у місті Дергачі в'їзд Комарова перейменували на в'їзд Каразіна.

## Виноски
1. 1 2  Педагоги и психологи мира — 2012.
2. ↑  Каразин Василий Назарович // Большая советская энциклопедия: [в 30 т.] / под ред. А. М. Прохорова — 3-е изд. — Москва: Советская энциклопедия, 1969.
3. 1 2 3 4 5 6  Чеська національна авторитетна база даних
4. 1 2 3 4 5  Вовк, 2016, с. 60-65.
5. 1 2  Суспільно-політичні погляди В. Н. Каразіна. Автореф. дис. канд. іст. наук: 07.00.01 / А. В. Хрідочкін; Дніпропетр. нац. ун-т. — Д., 2001. — 17 с. (укр.)
6. ↑  Solovyev, Sergey (1976). History of Russia, Volume 46. Academic International Press. с. 210. ISBN 9780875691282. Архів оригіналу за 19 листопада 2015. Процитовано 19 листопада 2015.
7. ↑  До 245-річчя від дня народження Василя Назаровича Каразіна (1773-1842), українського вченого, винахідника, громадського діяча. cdiak.archives.gov.ua. Архів оригіналу за 21 січня 2022. Процитовано 21 січня 2022.
8. ↑  Майструк, Ольга Миколаївна (2013-04). Василь Каразін і Філотехнічне товариство 20-ті рр. ХІХ ст.). Архів оригіналу за 21 січня 2022. Процитовано 21 січня 2022.
9. ↑  [[Губська Тетяна Миколаївна - Т. Губская]] «Город мраморных ангелов». Ранние могилы некрополя. Архів оригіналу за 12 серпня 2016. Процитовано 12 лютого 2015.
10. ↑  Мэру Владимиру Чайке показали еще не разрисованную часовню В. Каразина на Николаевском некрополе // [[НикВести]], 17 жовтня, 2010. Архів оригіналу за 12 лютого 2015. Процитовано 12 лютого 2015. Мэру Владимиру Чайке показали еще не разрисованную часовню В. Каразина на Николаевском некрополе // НикВести, 17 жовтня, 2010 (рос.)
11. ↑  Lutz D. Schmadel. Dictionary of Minor Planet Names. — 5-th Edition. — Berlin, Heidelberg : Springer-Verlag, 2003. — 992 (XVI) с. — ISBN 3-540-00238-3.
12. ↑  https://dermiskrada.dosvit.org.ua/news/u-dergachivski-gromadi-peremenovano-206-toponimiv-2024-04-26